# Ramusella tasetata
Ramusella tasetata är en kvalsterart som beskrevs av Subías 1980. Ramusella tasetata ingår i släktet Ramusella och familjen Oppiidae. Inga underarter finns listade i Catalogue of Life.